# Eois coloraria
Eois coloraria är en fjärilsart som beskrevs av William Schaus 1901. Eois coloraria ingår i släktet Eois och familjen mätare. Inga underarter finns listade i Catalogue of Life.